# Edificio Óptica Hammersley
El Edificio Óptica Hammersley es una edificación ubicada en calle Esmeralda, en el plan la ciudad de Valparaíso, Chile. Construido en 1850 a los pies del cerro Concepción, en 1880 fue adquirido por Roberto Hammersley, quien instaló su óptica en los primeros pisos. El edificio fue declarado Monumento Nacional de Chile, en la categoría de Monumento Histórico, mediante el Decreto Supremo n.º 556, del 10 de junio de 1976.

## Historia
El edificio actual fue construido en 1896 por el arquitecto constructor Desiderio Gamboa Marín, siendo concebido para un uso de comercio en sus niveles inferiores, y de vivienda en las superiores.
En 1869 llegó a Valparaíso el inglés Roberto Hammersley, nacido en Londres en 1848 —padre del atleta Rodolfo y abuelo del tenista Andrés y el esquiador Arturo—. En 1872 Hammersley fundó la primera óptica del país, ubicada en la calle Prat, antigua calle de la Aduana. En 1880 el edificio de calle Esmeralda se convirtió en su nueva ubicación, llamada Óptica Moderna, instalándose en el primer y segundo nivel del inmueble. A la muerte del fundador, su esposa Emma Hempel cedió a sus hijos la construcción el 24 de diciembre de 1931. Los herederos cambiaron el nombre de la óptica a Óptica Hammersley, de donde tomó el nombre el edificio.

## Descripción
El edificio de cuatro pisos se ubica a los pies del cerro Concepción, en la calle Esmeralda, cerca de la Plaza Aníbal Pinto. Tiene un angosto frente en comparación a su altura, con sus cuatro niveles de distinta profundidad, siguiendo la pendiente escalonada del cerro. Su fachada, de 5,8 metros de longitud horizontal, es de madera forrada en hierro. Su techo es del mismo material, y sus muros laterales de albañilería de ladrillos. En sus comienzos tenía dos puertas de entrada, que fueron suprimidas y reemplazadas por un gran acceso central.